# Z1 Gruppe
Die Z1 Gruppe (auch zahneins, Eigenschreibweise) ist ein Konzern der Gesundheitsindustrie mit Sitz in Hamburg. Sie ist eine der größten Betreiberinnen von Verbünden von Zahnarztpraxen in Deutschland. Mehr als 80 Praxen gehören zum Unternehmen.

## Geschichte
Die Muttergesellschaft des Konzerns wurde am 4. Februar 2019 gegründet. Ende 2019 wurde das operative Geschäft aufgenommen. Gründer waren Daniel Wichels, Manager beim Versicherungskonzern Allianz, und sein Bruder, der Mediziner Reinhard Wichels. Der rechtlich bedeutende Klinikstandort des Unternehmens ist die Deister-Süntel-Klinik im niedersächsischen Bad Münder am Deister. Eine Besonderheit des deutschen Rechts macht mindestens einen inländischen Klinikstandort als zugelassenes Plankrankenhaus notwendig, um bundesweit auch in anderen Fachbereichen Medizinische Versorgungszentren betreiben zu dürfen. Mitte 2017 wurde eine Praxis im ostfriesischen Esens mit drei Standorten in der dortigen Region der erste Zahnarztbetrieb von Zahneins.
Im Oktober 2021 wurde ein Zusammenschluss mit dem Zahnarztpraxenverbund Konfidents beschlossen, der bundesweit 20 Praxen umfasst. Der Vollzug der Vereinbarung erfolgte zu Beginn des Jahres 2022.
Mitte 2022 kündigte Gründer Daniel Wichels seinen Rückzug als Chief Executive Officer und den Wechsel in den Beirat des Konzerns an. Zugleich sollte das Wachstumstempo gesenkt und dafür eine engere Integration der bestehenden Praxen der Firmengruppe angestrebt werden.
Im Jahr 2023 überstieg die Zahl der Praxen im Konzern 80 an 54 Standorten. Niederlassungen bestehen lediglich in den alten Bundesländern der Bundesrepublik und in Berlin.

## Konzernstruktur
In die Muttergesellschaft Z1 Gruppe GmbH waren zum Stichtag 31. Dezember 2021 53 Tochterunternehmen vollkonsolidiert. In der weit überwiegenden Mehrheit handelte es sich dabei um die Trägergesellschaften der einzelnen örtlichen Zahnarztpraxen oder Praxengruppen des Verbunds. An diesen Tochtergesellschaften war der Konzern weit überwiegend zu 100 Prozent beteiligt, in jeweils einem Fall zu 60 Prozent und zu 70 Prozent, an drei Gesellschaften zu 75 Prozent.

## Unternehmenstätigkeit
Die Z1 Gruppe betreibt bundesweit Zahnarztpraxen. Zur Erweiterung des Geschäftsbetriebs werden sowohl neue Praxen gegründet und mit angestelltem Personal besetzt als auch bestehende Praxen bzw. Mehrheitsbeteiligungen an deren Trägergesellschaften erworben. Verschiedene unternehmerische Tätigkeiten wie Verwaltung, Personalgewinnung, Weiterbildung und Werbung werden zentral umgesetzt.
Die Deister-Süntel-Klinik bearbeitet insbesondere die Schwerpunkte Innere Medizin und Geriatrie. Als Standort des Deutschen Roten Kreuzes stellt die Klinik den Rettungsdienst in ihrer Umgebung sicher. Im Jahr 2021 wurde eine Teilsanierung des Gebäudes abgeschlossen.

## Eigentumsverhältnisse
Seit Dezember 2019 ist das Investmentunternehmen PAI Partners Mehrheitsgesellschafter von Z1. PAI hält die Beteiligung über die Fondsgesellschaft PAI Europe VII MasterTopco S.à.r.l., SICAV-RAIF und deren Tochtergesellschaft Z1 Gruppe S.à.r.l. Unter den Konzerngesellschaften der Z1 Gruppe ist Z1 Gruppe S.à.r.l. mit 68,82 Prozent an der Konzernmuttergesellschaft Z1 Gruppe GmbH, zu 100 Prozent an Zahneins Management GmbH und zu 24,65 Prozent an der Z1 Investment GmbH & Co. KG beteiligt (Anteile zum Stichtag 31. Dezember 2022). Die Konfidents Holding ist mit gut 16 Prozent der größte Minderheitsgesellschafter der Z1 Gruppe GmbH. Es folgen Z1 Investment GmbH & Co. KG ist mit rund 7 Prozent.